# 秋田貞夫
秋田貞夫（あきた ていお、1909年（明治42年）6月24日 - 1996年（平成8年）9月10日）は、日本の出版実業家。秋田書店の創立者。岡山県出身。

## 生涯
岡山県出身。旧制岡山第二中学（現：岡山県立岡山操山高等学校）を経て、日本大学専門部卒業後、1930年に小学館に入社。
入社してまもなく学年誌『小学五年生』編集部主任に配属、挿絵作家の福島鉄次を担当する。その後、上層部との軋轢が生じ、1940年11月に小学館を退社する。翌年1941年、秋田は朝日新聞社に入社、『アサヒグラフ』を担当した後、『週刊少国民』の担当となった。『週刊少国民』では再び福島鉄次を起用しており、二人はお互い仲が良かったことがうかがえる。
1941年12月に太平洋戦争が始まると、秋田は海軍に入隊し、一時出版業から退く。戦後に秋田は朝日新聞社に復職するも、自身が独立して出版社を立ち上げたいという夢があったため、朝日新聞社に勤めながら国民社という小さな出版社の経営を手伝い、出版経営を学んだ。その後、朝日新聞社を退社し、国民社の二階を借りて1948年8月10日に秋田書店を設立した。
創業当初は児童向け単行本を中心に販売していたが、秋田書店には販路がなかったために当時社長自らリヤカーで本屋を回ったという。やがて絵物語『コングの逆襲』（上山路夫・福島鉄次）、『新バグダッドの盗賊』（松下井知夫）といったヒット作品が生まれ、その成功を活かして今度は児童向け雑誌への進出を考えた。戦後の雑誌創刊ラッシュによりライバルが非常に多い状況にあったが、秋田はアメリカン・コミックのような独特な作風を持つ福島鉄次に絵物語を描かせれば人気作品が生まれると考え、福島鉄次の絵物語を看板とした『少年少女冒険王』を創刊する。この創刊号は飛ぶように売れ、大ヒットとなった。そして福島鉄次の『沙漠の魔王』をはじめとする作品の人気によって1953年には部数が55万部を突破、『少年クラブ』（講談社）、『少年画報』（少年画報社）、『少年』（光文社）、『少年ブック』（集英社）、『漫画少年』（学童社）などと共に子供向け漫画雑誌の一時代を築いた。
その後も秋田書店は現在の新書版コミックスの元祖とされる「サンデーコミックス」シリーズの大ヒット、『漫画王』、『ひとみ』、『プレイコミック』、『週刊少年チャンピオン』、『月刊プリンセス』といった漫画雑誌の新創刊により規模を拡大していった。また、1960年代から1970年代にかけてはサンデー新書という岩波新書、中公新書、講談社現代新書のような教養新書を刊行し、その他、ジュニア版世界の名作推理全集、カラー版ジュニア入門百科シリーズといった児童書にも力を入れていく。
1970年代になり少年誌の『週刊少年チャンピオン』が『ドカベン』（水島新司）、『バビル2世』（横山光輝）、『魔太郎がくる!!』（藤子不二雄Ⓐ）、『ブラック・ジャック』（手塚治虫）、『あばしり一家』『キューティーハニー』（永井豪）、『番長惑星』（石ノ森章太郎）、『恐怖新聞』（つのだじろう）、『ふたりと5人』（吾妻ひでお）、『百億の昼と千億の夜』（原作:光瀬龍、漫画:萩尾望都）、『がきデカ』（山上たつひこ）、『月とスッポン』（柳沢きみお）、『青い空を、白い雲がかけてった』（あすなひろし）、『750ライダー』（石井いさみ）、『エコエコアザラク』（古賀新一）、『ゆうひが丘の総理大臣』（望月あきら）、『マカロニほうれん荘』（鴨川つばめ）などの大人気作品に後押しされ、『週刊少年ジャンプ』（集英社）と競い合う形で、1977年には200万部を突破してトップに立ち、また、少女誌の『月刊プリンセス』は『悪魔の花嫁』（原作:池田悦子、作画:あしべゆうほ）、『イブの息子たち』（青池保子）、『王家の紋章』（細川智栄子あんど芙〜みん）、『アンジェリク』（原作　セルジュ・ゴロン&アン・ゴロン、作画　木原敏江）、『オリンポスのポロン』（吾妻ひでお）、『エロイカより愛をこめて』（青池保子）などの大人気作品に後押しされて1977年に80万部を突破し、『なかよし』（講談社）、『りぼん』（集英社）、『別冊マーガレット』（集英社）、『別冊少女フレンド』（講談社）に次いで少女漫画雑誌全体では5番目にランクインするなど幅広いジャンルで一時代を築きあげることに成功したのであった。
1980年に70歳で社長の座を降り、実子の秋田貞美に社長を譲った。
1996年9月10日、87歳で死去。